# Ian Mahinmi
Ian Mahinmi (Rouen, 5 de novembro de 1986) é um ex-jogador francês de basquete profissional.
Ele foi selecionado pelo San Antonio Spurs como a 28ª escolha geral no draft da NBA de 2005. Ele jogou pelo Dallas Mavericks, Indiana Pacers e Washington Wizards da NBA e pelo STB Le Havre e Élan Béarnais da França.
Ele foi campeão da NBA em 2011 pelos Mavericks.

## Primeiros anos
Mahinmi é filho de um pai beninense que ajudou outros africanos a imigrar para a França e uma mãe jamaicana que dava aulas em uma pré-escola.
Mahinmi preferia jogar futebol quando criança junto com seu irmão mais velho, mas acabou mudando para o basquete. Ele tinha 1,82 m de altura quando tinha 14 anos.

## Carreira profissional

### Le Havre (2003–2006)

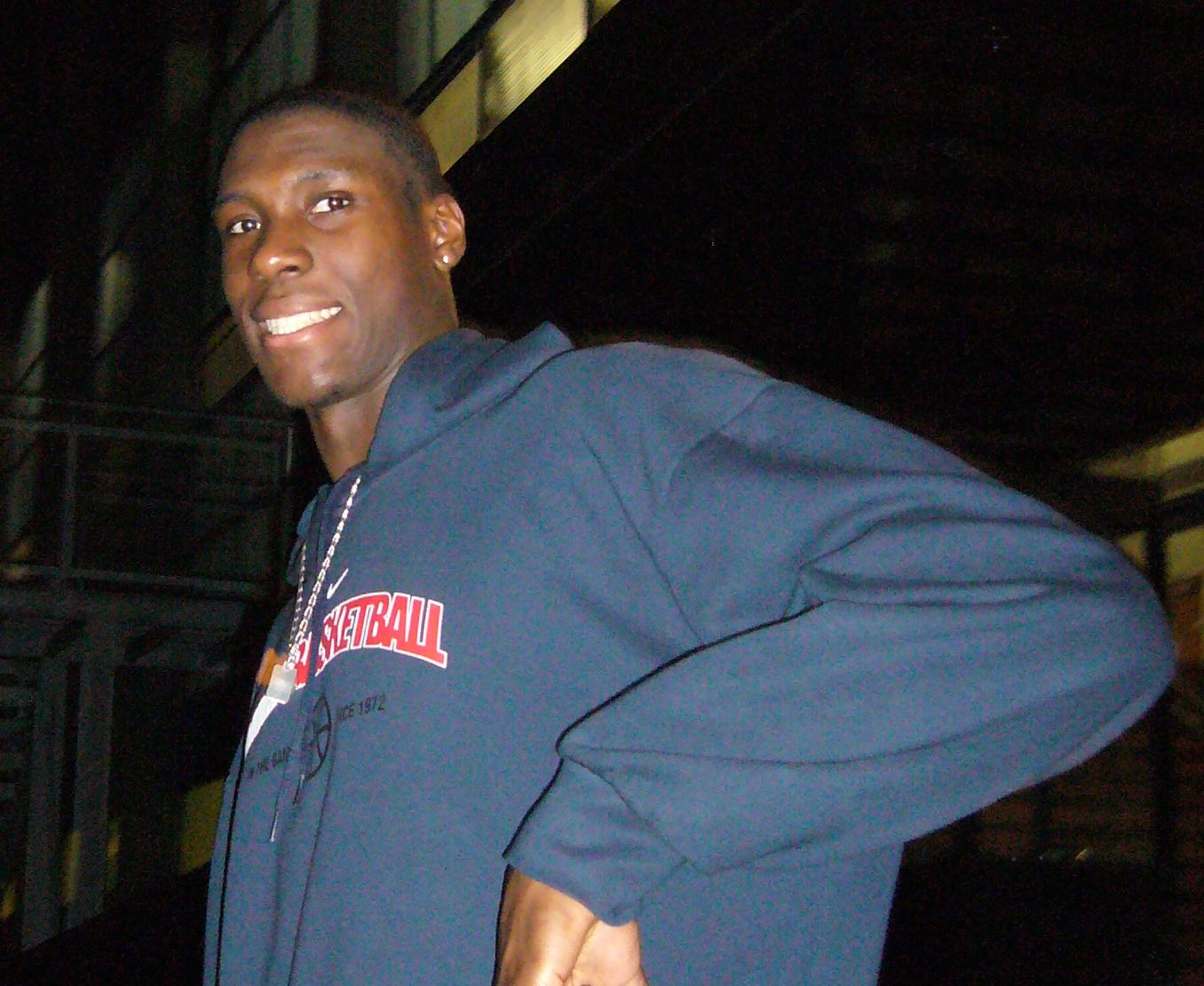
Mahinmi em 2007

Mahinmi impressionou os olheiros internacionais no EuroBasket Sub-18 de 2004 em Saragoça, Espanha. Foi lá que ele chamou a atenção de olheiros internacionais, incluindo Sam Presti do San Antonio Spurs. 
Depois de jogar com a seleção francesa, ele assinou seu primeiro contrato com o STB Le Havre. Ele jogou três temporadas no Le Havre e teve médias de 9,7 pontos e 5,2 rebotes em 2005-06.

### Pau-Orthez (2006–2007)
No verão de 2006, Mahinmi assinou um contrato para jogar pelo Pau Orthez na principal liga profissional da França. Ele teve médias de 4,3 pontos e 3,2 rebotes em 12,7 minutos na temporada de 2006-07 e ajudou o time a vencer a Copa da França.

### San Antonio Spurs (2007–2010)
Mahinmi foi selecionado pelo San Antonio Spurs como a 28º escolha geral no draft da NBA de 2005, o que surpreendeu muitas outras equipes e dirigentes da liga porque ele não estava entre os 128 jogadores listados no guia de draft da liga. Mahinmi foi considerado um "projeto" que levaria alguns anos para competir na NBA. O interesse dos Spurs em Mahinmi estava relacionado à necessidade de um pivô atlético desde que David Robinson se aposentou. Depois que Mahinmi se mudou para Pau Orthez, que tinha um programa de força e nutrição mais desenvolvido do que o de Le Havre, os Spurs também começaram a enviar um treinador de força para monitorar seu progresso.
Durante a Summer League de 2007, Mahinmi rasgou um músculo no peito logo após o início de um jogo. Apesar desse revés, ele assinou um contrato de 2 anos e US$1.9 milhões com os Spurs em 23 de agosto de 2007. Em 30 de outubro de 2007, Mahinmi fez sua estreia na NBA contra o Portland Trail Blazers, jogando apenas 74 segundos e não registrando estatísticas. Ele também jogou pelo Austin Toros, afiliado dos Spurs na D-League, em novembro. Mahinmi teve médias de 17,1 pontos e 8,2 rebotes e levou o Austin Toros às finais da D-League, nas quais perderam.

### Dallas Mavericks (2010–2012)
Em 13 de julho de 2010, Mahinmi assinou um contrato de 2 anos e US$1.6 milhões com o Dallas Mavericks. Em 7 de dezembro de 2010, contra o Golden State Warriors, ele registrou seu primeiro duplo-duplo da carreira com 12 pontos e 10 rebotes em 21 minutos. Em 20 de março de 2011, Mahinmi registrou 9 pontos e 13 rebotes na vitória por 101-73 sobre os Warriors.
Em 12 de junho de 2011, Dallas venceu o Jogo 6 das finais da NBA contra o Miami Heat e Mahinmi ganhou seu primeiro título da NBA com os Mavericks.
Durante a greve da NBA de 2011, Mahinmi jogou quatro jogos pelo STB Le Havre. Em dezembro de 2011, ele voltou aos Mavericks. Em 30 de dezembro de 2011, ele registrou 19 pontos e 5 rebotes em uma vitória contra o Toronto Raptors, a primeira da equipe na temporada de 2011-12.
Mahinmi registrou seu primeiro jogo como titular na derrota por 95-86 para o Oklahoma City Thunder.

### Indiana Pacers (2012–2016)
Em 12 de julho de 2012, Mahinmi foi negociado com o Indiana Pacers em troca de Darren Collison e Dahntay Jones.
Na temporada de 2014-15, Mahinmi registrou a menor porcentagem de lances livres na história da NBA com 30,49%. Como resultado, Mahinmi quase não jogou no quarto período, já que as equipes intencionalmente faziam faltas nele para obter posses extras e limitar o ataque dos Pacers.
Em 19 de fevereiro de 2016, Mahinmi registrou 19 pontos e 11 rebotes na vitória por 101-98 sobre o Oklahoma City Thunder. Em 4 de março de 2016, ele teve 10 pontos e 14 rebotes em uma derrota por 101-108 para o Charlotte Hornets. Em 27 de março de 2016, Mahinmi registrou 19 pontos e 11 rebotes e ajudou os Pacers a derrotar o Houston Rockets por 104-101. No Jogo 4 da primeira rodada dos playoffs contra o Toronto Raptors, Mahinmi registrou 22 pontos, 10 rebotes e cinco assistências em uma vitória por 100-83. Em sua última temporada com Indiana, Mahinmi teve médias de 9,3 pontos, 7,1 rebotes e 1,1 bloqueios.

### Washington Wizards (2016–2020)

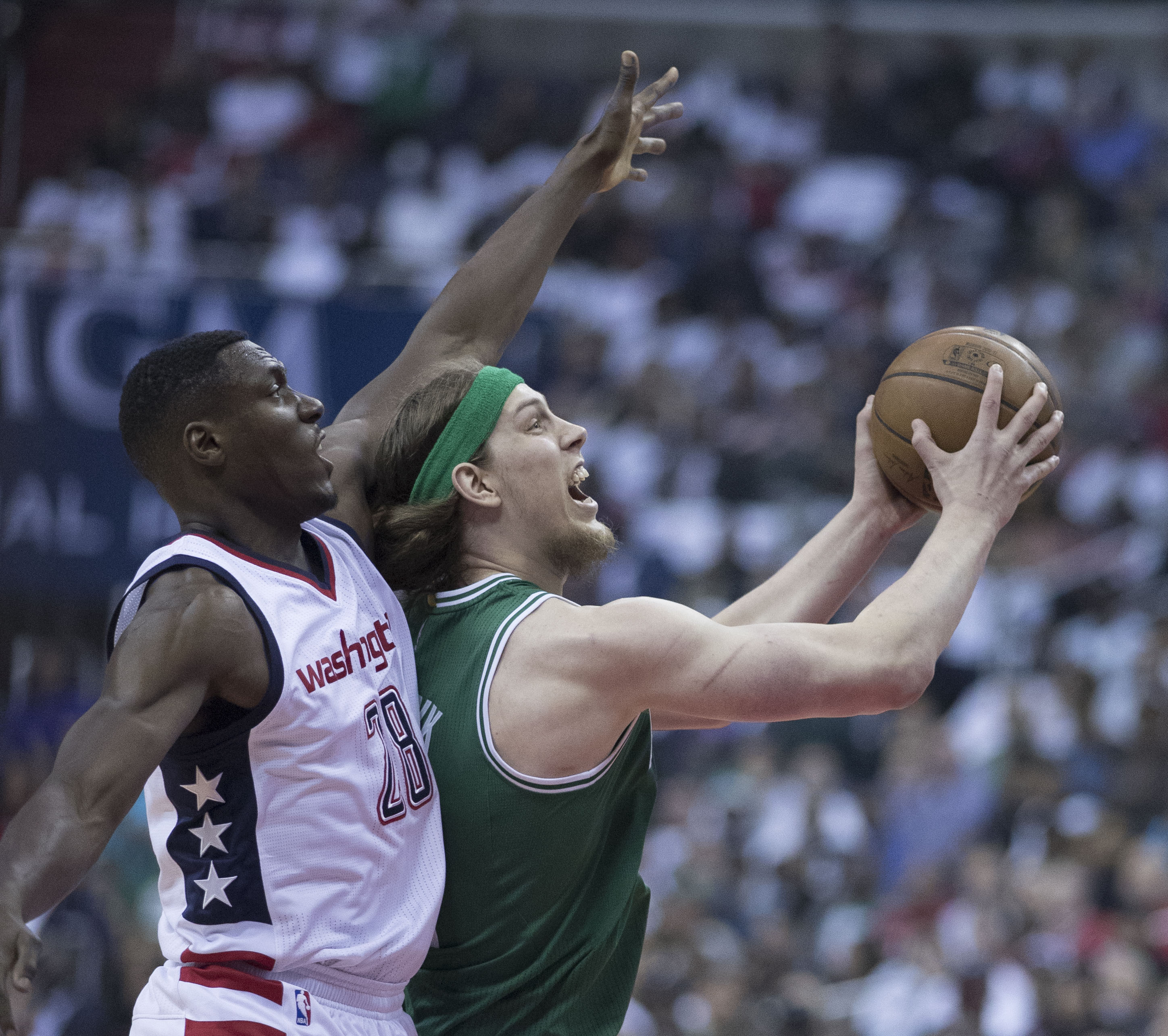
Mahinmi marcando Kelly Olynyk do Boston Celtics em 2017

Em 7 de julho de 2016, Mahinmi assinou um contrato de quatro anos e US$ 64 milhões com o Washington Wizards. 
Em 15 de outubro de 2016, ele foi descartado por quatro a seis semanas depois de ter um menisco medial parcialmente rompido no joelho esquerdo. Ele fez sua estreia pelos Wizards em 26 de novembro de 2016 contra o San Antonio Spurs depois de perder os primeiros 14 jogos da temporada enquanto se recuperava de uma cirurgia no joelho esquerdo. Ele foi afastado após este jogo e, em 20 de dezembro, foi descartado por mais seis semanas depois de precisar de mais tratamento de joelhos. Em 8 de fevereiro de 2017 contra o Brooklyn Nets, Mahinmi jogou apenas seu segundo jogo da temporada e marcou seus primeiros pontos. Em 7 de março de 2017, ele teve sete roubos de bola na vitória por 131-127 sobre o Phoenix Suns.
Em 12 de abril de 2017, ele foi descartado para o início da pós-temporada com uma lesão na panturrilha esquerda. Ele voltou à ação no Jogo 3 da segunda rodada dos playoffs contra o Boston Celtics.
Em 6 de julho de 2021, Mahinmi anunciou sua aposentadoria do basquete profissional.

## Estatísticas na NBA

### Temporada regular
| Ano      | Equipe      | PJ  | PT  | MPJ  | AP   | 3P   | LL    | RT  | AS  | BR  | TO  | PPJ |
| -------- | ----------- | --- | --- | ---- | ---- | ---- | ----- | --- | --- | --- | --- | --- |
| 2007–08  | San Antonio | 6   | 0   | 3.8  | .500 | –    | 1.000 | .8  | .2  | .0  | .7  | 3.5 |
| 2009–10  | San Antonio | 26  | 0   | 6.3  | .636 | –    | .660  | 2.0 | .1  | .1  | .3  | 3.9 |
| 2010–11† | Dallas      | 56  | 0   | 8.7  | .561 | .000 | .768  | 2.1 | .1  | .3  | .3  | 3.1 |
| 2011–12  | Dallas      | 61  | 12  | 18.7 | .546 | .000 | .639  | 4.7 | .2  | .6  | .5  | 5.8 |
| 2012–13  | Indiana     | 80  | 2   | 16.5 | .453 | .000 | .608  | 3.9 | .3  | .5  | .8  | 5.0 |
| 2013–14  | Indiana     | 77  | 1   | 16.2 | .481 | –    | .621  | 3.3 | .3  | .5  | .9  | 3.5 |
| 2014–15  | Indiana     | 61  | 6   | 18.8 | .552 | –    | .304  | 5.8 | .5  | .5  | .8  | 4.3 |
| 2015–16  | Indiana     | 71  | 71  | 25.6 | .589 | –    | .587  | 7.1 | 1.5 | .9  | 1.1 | 9.3 |
| 2016–17  | Washington  | 31  | 0   | 17.9 | .586 | –    | .573  | 4.8 | .6  | 1.1 | .8  | 5.6 |
| 2017–18  | Washington  | 77  | 0   | 14.9 | .556 | .000 | .703  | 4.1 | .7  | .5  | .5  | 4.8 |
| 2018–19  | Washington  | 34  | 6   | 14.6 | .452 | .188 | .689  | 3.8 | .7  | .7  | .5  | 4.1 |
| 2019–20  | Washington  | 38  | 35  | 21.3 | .495 | .192 | .619  | 5.7 | 1.3 | .8  | 1.2 | 7.4 |
| Carreira | Carreira    | 618 | 133 | 15.2 | .533 | .063 | .647  | 4.0 | .5  | .5  | .7  | 5.0 |

### Playoffs
| Ano      | Equipe      | PJ | PT | MPJ  | AP   | 3P | LL   | RT  | AS  | BR | TO  | PPJ |
| -------- | ----------- | -- | -- | ---- | ---- | -- | ---- | --- | --- | -- | --- | --- |
| 2010     | San Antonio | 2  | 0  | 9.5  | .500 | –  | .750 | 1.0 | .0  | .0 | .5  | 4.5 |
| 2011†    | Dallas      | 6  | 0  | 5.5  | .600 | –  | .556 | 1.0 | .0  | .2 | .0  | 1.8 |
| 2012     | Dallas      | 4  | 0  | 17.5 | .643 | –  | .846 | 4.5 | .0  | .8 | .8  | 7.3 |
| 2013     | Indiana     | 18 | 0  | 8.3  | .448 | –  | .300 | 2.3 | .1  | .0 | .7  | 1.6 |
| 2014     | Indiana     | 19 | 0  | 12.7 | .481 | –  | .611 | 2.4 | .2  | .3 | .8  | 1.9 |
| 2016     | Indiana     | 7  | 7  | 24.6 | .500 | –  | .600 | 5.1 | 1.1 | .7 | .9  | 8.1 |
| 2017     | Washington  | 5  | 0  | 12.6 | .556 | –  | .364 | 2.2 | 1.2 | .2 | 1.2 | 2.8 |
| 2018     | Washington  | 6  | 0  | 8.7  | .714 | –  | .909 | 1.8 | .2  | .7 | .8  | 5.0 |
| Carreira | Carreira    | 67 | 7  | 12.4 | .555 | –  | .617 | 2.5 | .3  | .3 | .7  | 4.1 |

Fonte: